# San Joaquín (municipalité)
Pour les articles homonymes, voir San Joaquin.
San Joaquín est l'une des quatorze municipalités de l'État de Carabobo au Venezuela. Son chef-lieu est San Joaquín. En 2011, la population s'élève à 64 124 habitants.

## Géographie

### Subdivisions
La municipalité est constituée d'une seule paroisse civile avec, à sa tête, sa capitale (entre parenthèses) : 
- San Joaquín (San Joaquín).